# Sziget Fesztivál
A Sziget Fesztivál (vagy röviden Sziget, ritkábban angolul: Island Festival) Európa egyik legnagyobb könnyűzenei és kulturális rendezvénye, amelyet minden év augusztusában rendeznek meg Budapesten, az Óbudai-szigeten. 2011-ben Európa huszonöt legnagyobb fesztiválja közül a Sziget lett az első a Yourope (európai fesztiválszövetség) és a Virtual Festivals Europe által szervezett szavazáson a „nagyfesztiválok" versenyében.

## Története

### Előzmények
Az első könnyűzenei esemény az Óbudai-szigeten a KISZ által szervezett és 1980. augusztus 23-án megtartott „Fekete Bárányok” koncert volt a Beatrice, a P. Mobil és a Hobo Blues Band fellépésével. 1981. augusztus 22-én pedig a zenész szakszervezet által szervezett „Szuperkoncert” rendezvényen lépett fel több akkori ismert magyar rockegyüttes. (Az eseményről Egy nap rock címmel készült film). 1991. június 28-30. között a szovjet csapatok kivonulásának megünnepléseként rendezték meg az Aurora punk zenekar első albumának nevéről kölcsönzött "Viszlát Iván!" fesztivált, amelynek a városligeti Felvonulási tér (ma Ötvenhatosok tere) mellett az Óbudai-sziget is helyszíne volt.

### A Diákszigettől a Sziget Fesztiválig
A Sziget története Gerendai Károly és Müller Péter Sziámi saját ötlete alapján, Szekfű Balázs segédletével az 1993-ban megrendezett Diáksziget fesztivállal kezdődött „Kell egy hét együttlét” szlogennel. Az esemény helyszínéül ezúttal is az Óbudai-szigetet szemlélték ki, amely azóta ad otthont a rendezvénynek.
1994-ben a woodstocki fesztivál 25 éves jubileuma alkalmából Eurowoodstock címmel megrendezett Diákszigeten az eredeti fesztivál több fellépője (pl. Jethro Tull, Ten Years After) is koncertet adott. A fesztivál 1996-tól 2001-ig Pepsi Sziget néven, 2002 óta Sziget Fesztivál néven működik.
A 2000-es években vált összműfajúvá a fesztivál. Korábban zömmel alternatív és rockzenei stílusok voltak a meghatározóak a fellépő együttesek és előadók nyújtotta kínálatban.
2011-ben Európa huszonöt legnagyobb fesztiválja közül a Sziget lett az első a Yourope (európai fesztiválszövetség) és a Virtual Festivals Europe által szervezett szavazáson a „nagyfesztiválok" versenyében.
A több napon át teltházas fesztivál látogatottsága 2018-ban érte el az eddigi maximumot, összesen 565 ezer fő részvételével.
2017-ben a „Providence Equity Partners” amerikai befektetőcég lett a Sziget Kulturális Szervezőiroda többségi tulajdonosa.
2020-ban a koronavírus járvány miatt a fesztivál 27 év után először elmaradt. 2021-ben másodszor is elmaradt.

### „0.” és „mínusz” napok
A fesztivál „nulladik napján” (vagyis a hivatalos kezdés előtti napon) 2005-ben rendezett először koncertet a Sziget, akkor az Illés-együttes zenélt, alakulásuk negyvenedik évfordulóját ünnepelve, egyúttal elbúcsúzva a közönségtől. 2008-ban a nulladik napot megelőzte egy „mínusz egyedik”, a „Magyar Dal Napja”, melyen ismert magyar előadók játszottak általában egy vagy két számot saját repertoárjukból. 2012-ben bevezették a "mínusz kettedik" napot is (a Magyar Dal Napja előzetesét tartották a 2008-ashoz hasonló formában).
A Sziget Fesztivál programjai a hivatalos nyitás előtt:
| Év   | -2. nap                                   | -1. nap | 0. nap |
| ---- | ----------------------------------------- | --- | --- |
| 2005 | -                                         | - | Illés 40 éves jubileumi koncert/búcsúkoncert, nagyszínpad |
| 2007 | -                                         | - | Locomotiv GT, nagyszínpad |
| 2008 | -                                         | 1. Magyar Dal Napja, nagyszínpad                                                                                | Iron Maiden, nagyszínpad |
| 2009 | -                                         | Tankcsapda, 20 éves jubileumi koncert, nagyszínpad                                                              | ZARE (Zenészek a rasszizmus ellen), nagyszínpad Magyar jazz a rasszizmus ellen – Magyar Jazz Napja, világzenei nagyszínpad |
| 2010 | -                                         | Kispál és a Borz búcsúkoncert, nagyszínpad                                                                      | reggae örömünnep, nagyszínpad Cseh Tamás-emlékkoncert, világzenei nagyszínpad Magyar Jazz Napja, Amfiteátrum színpad |
| 2011 | -                                         | Gesztivál (Geszti Péter akkori és korábbi zenésztársaival), pop-rock nagyszínpad                                | Prince, pop-rock nagyszínpad The Klezmatics, Boban i Marko Marković Orkestar, Leningrád, rock-metál nagyszínpad MR2 Szimfonik Live (popslágerek szimfonikus kísérettel), világzenei nagyszínpad a Sziget Nemzetközi Tehetségkutató versenyek győztesei, Európa-színpad |
| 2012 | 5. Magyar Dal Napja, pop-rock nagyszínpad | Csík zenekar és vendégei, pop-rock nagyszínpad Youropen Nemzetközi Tehetségkutató Fesztivál, Open-Civil színpad | Ákos, Szintirock koncert, pop-rock nagyszínpad Youropen Nemzetközi Tehetségkutató Fesztivál, Open-Civil színpad |
| 2013 | -                                         | Cipő emlékkoncert                                                                                               | Quimby koncert |

### Zajszennyezés, perek, megállapodások
A szervezők a környéken lakók érdekében számos zajszintcsökkentő intézkedést vezettek be az évek során; 1997-től kezdve Tarlós István óbudai polgármester nyomására a szabadtéri koncertek este 11-kor érnek véget legkésőbb, az ennél későbbi programok pedig zajszigetelő sátrakban kerülnek megrendezésre. Ezek bejárata elé zajszűrő falat telepítettek, ahogy az évek során több más helyszín mellé is. A leghangosabb, metálzenei tematikájú sátrat pedig 2008-ban a Duna partja mellől a sziget belsejébe költöztették. 1998 óta folyamatos a zajszintellenőrzés, melynek következtében Óbudával megszűntek a zajszennyezés miatti feszültségek, ellenben Újpesttel nem. Derce Tamás, Újpest polgármestere több pert is indított a Sziget Fesztivál ellen „birtokháborítás megszüntetése” címmel, annak zajossága miatt. 2002-ben a bíróság első és másodfokon is a Sziget javára döntött, akárcsak 2008-ban. Utóbbi beadványában Derce azt követelte, hogy a rendezvény szüneteltesse a műsorszolgáltatást este 10 és reggel 6 óra között, mely a szervezők szerint annak ellehetetlenülését eredményezte volna.
Tarlós István 2001. július 10-én szerződést kötött a Sziget Fesztivál szervezőivel, mely egy olyan kitételt is tartalmazott, amely tiltotta volna a melegtémájú felvilágosítást. A szerződést a melegszervezetek által indított tiltakozás hatására a produkciós iroda három nappal később önmagára nézve semmisnek nevezte, és ezzel mintegy fel is mondta, a II–III. kerületi bíróság pedig ideiglenes intézkedéssel hatályon kívül helyezte, később pedig diszkriminatív és ezért alkotmánysértő volta miatt megsemmisítette a vitatott szerződéskiegészítést.
2011 januárjában Tarlós István immár Budapest főpolgármestereként bejelentette, hogy a fesztivál számára a továbbiakban nem használható ingyenesen a helyszín (2008-ban már tervezett hasonlót Demszky Gábor, de ezt a következő években sem kivitelezték). A bérleti díjat az önkormányzat 2,5 milliárd forintban állapította volna meg, a szervezők azonban ezt irreálisan magas összegnek tartották. Tarlós és Gerendai végül kompromisszumot kötöttek: 50 millió forint területhasználati díjban állapodtak meg, valamint abban, hogy a fesztivál résztvevői kedvezménnyel vehetik igénybe a főváros egyes szolgáltatásait. Az ezekből származó bevételből a szervezők további 100 millió forint befizetését vállalták, továbbá hogy este 11 és hajnali 6 óra között nem lépik túl a legfeljebb 55 dB megengedett zajterhelést, valamint hogy változtatnak a színpadok tájolásán, a hangszigetelt sátrakban pedig limitereket alkalmaznak, amelyek egy szint fölött automatikusan leszabályozzák a hangerőt. Ha ezzel együtt is túllépnék a megengedett zajszintet, a Sziget napi egymillió forint kötbért fizet.
Időközben kiderült, hogy a HVIM egyik tagja 2011. augusztus 1-jétől 20-ig, minden nap 10 órától 22 óráig tüntetést jelentett be az Óbuda-sziget nagyrétjére, ahol a fesztivál nagyszínpada is található. A tüntetés engedélyezését az tette lehetővé, hogy még januárban jelentették be, amikor nem volt aláírt szerződés a terület használatára. A HVIM később bejelentette a tüntetés időpontjának módosítását, áttéve annak kezdetét augusztus 9-re. Csakhogy ekkor már volt a fesztiválnak érvényes szerződése a terület használatára, így az nem minősül közterületnek. Ezért a rendőrségnek nem állt módjában tudomásul venni a tüntetést.

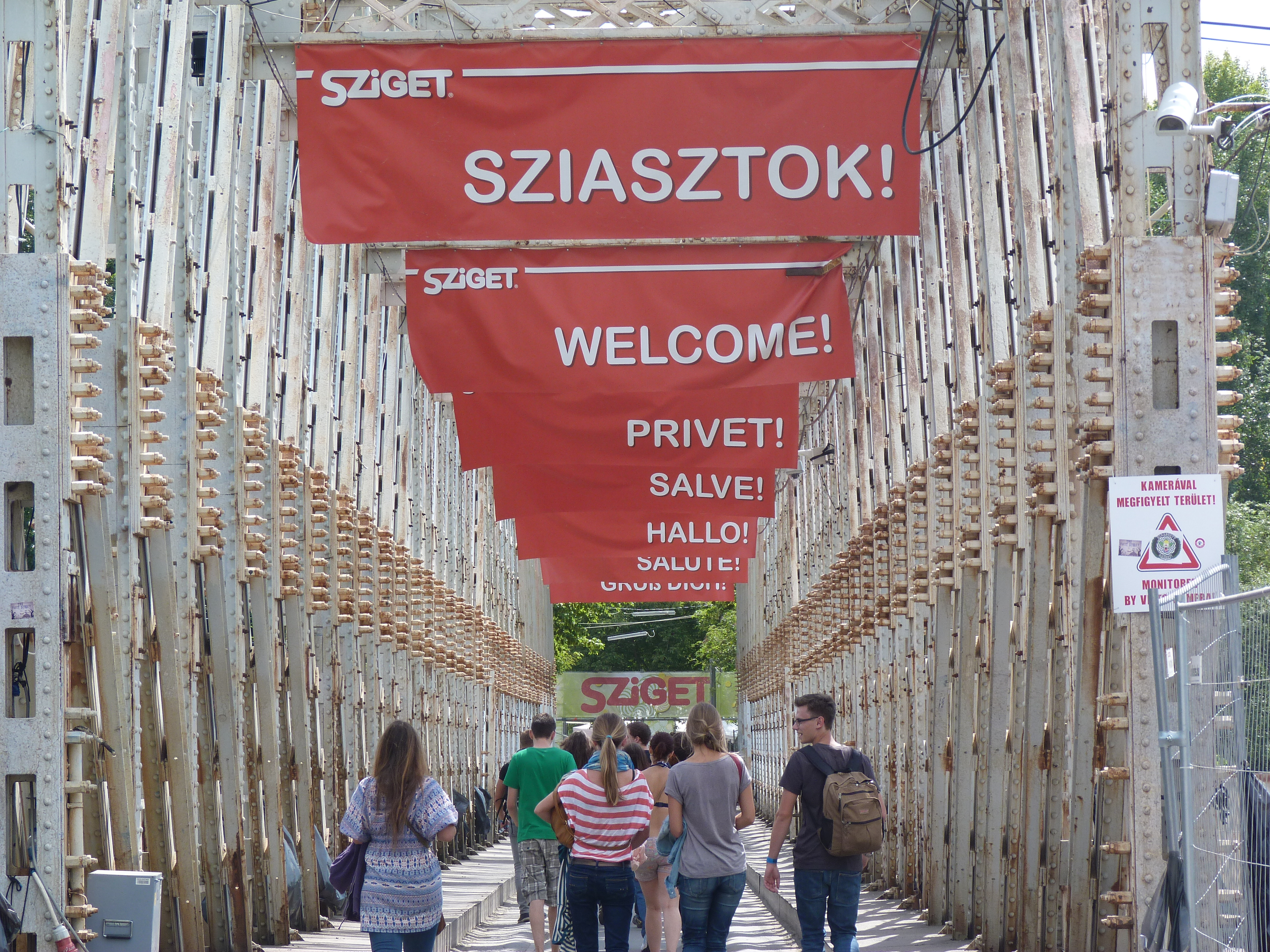
Sziget – 2012

### Terjeszkedés
A fesztivál anyagi sikeressége egyfelől a fellépők listájának bővülésében, másrészt a fesztivált rendező Sziget Produkciós Iroda által indított, vagy felvásárolt más fesztiválokban nyilvánult meg. A produkciós iroda rendezi a nemkülönben sikeres VOLT Fesztivált, a Balaton Sound elektronikus zenei fesztivált, a szenvedélybetegségekkel foglalkozó Szenvedélyek Napját, valamint rendezte az 1999-2005 között megrendezett Sport Szigetet egyéb rendszeres, vagy alkalmi, döntően zenei rendezvények mellett. 2010-ben első ízben (és eddig egyetlen alkalommal) rendezték meg a főképp az idősebb közönséget megcélzó StarGardent. A cég 2002 óta Magyarországon kívül is jelen van; ekkor rendezték meg először Marosvásárhely Weekend-telep városrészében egy, a Maros folyóba nyúló félszigeten a Félsziget Fesztivált, mely hamar Erdély (és egész Románia) legnagyobb zenei fesztiváljává nőtte ki magát; fellépői döntő többségében magyarországi, vagy erdélyi magyar zenekarok, előadók.

## A fesztivál adatai

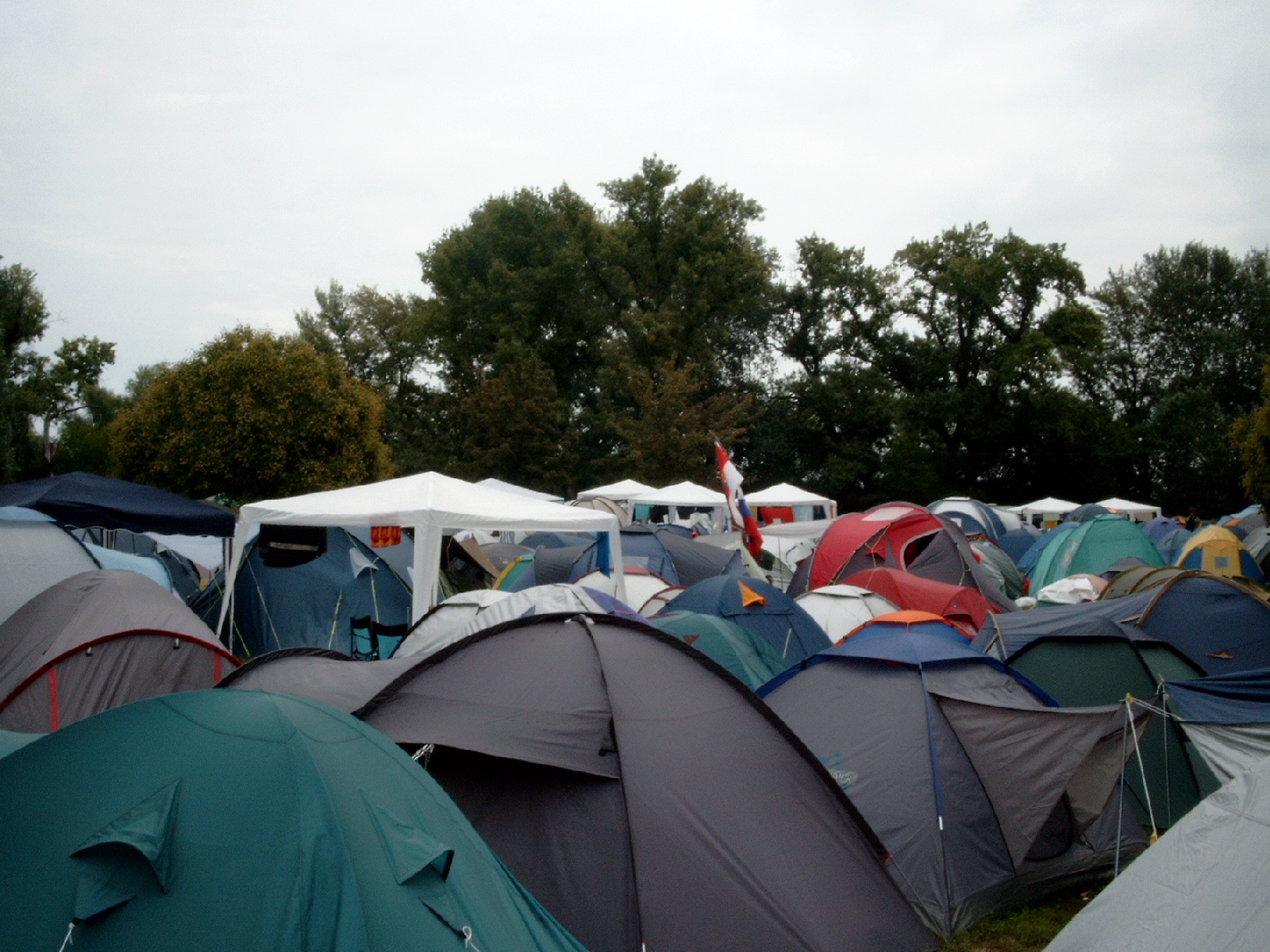
2005: 385 000 látogató.
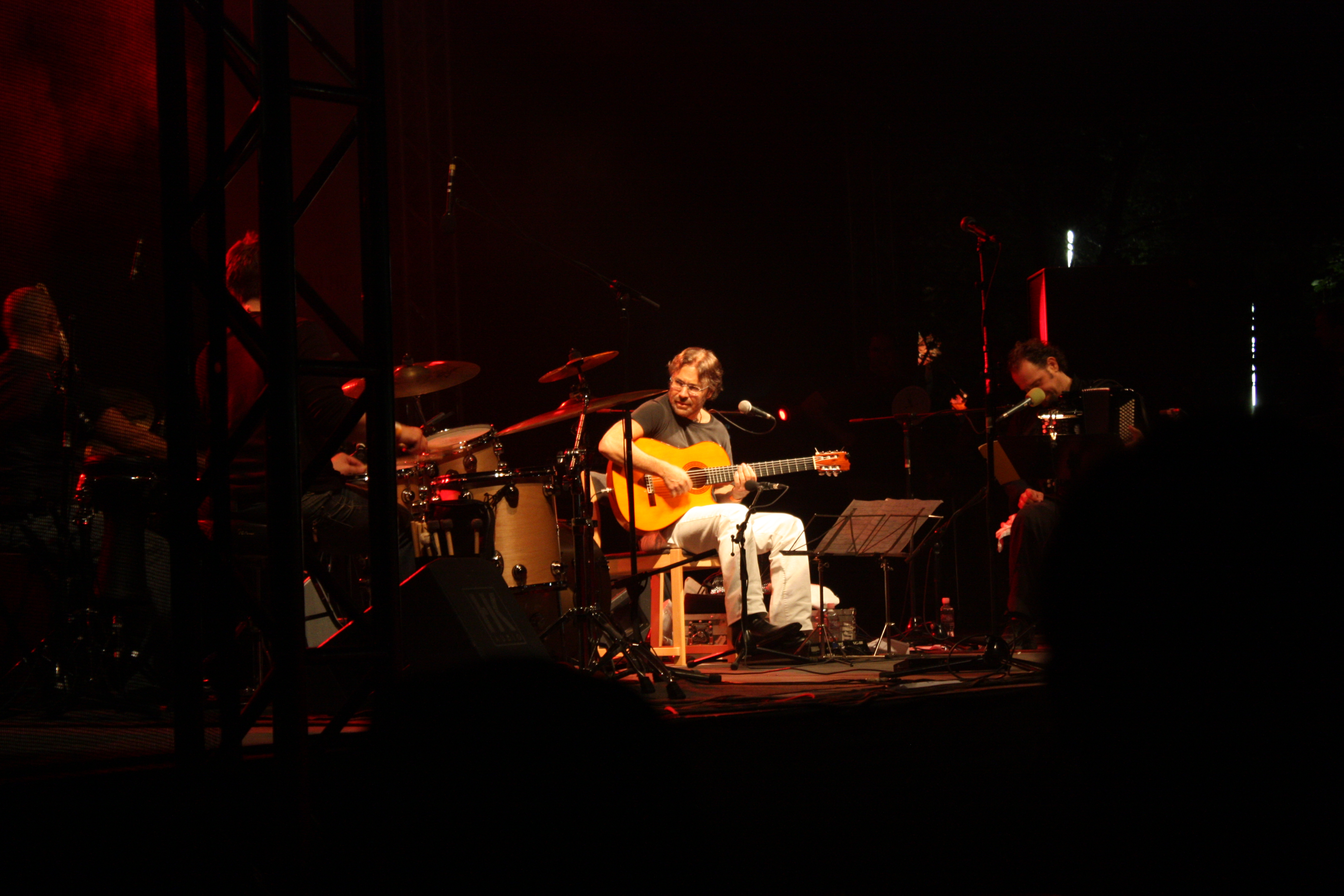
Al Di Meola 2009
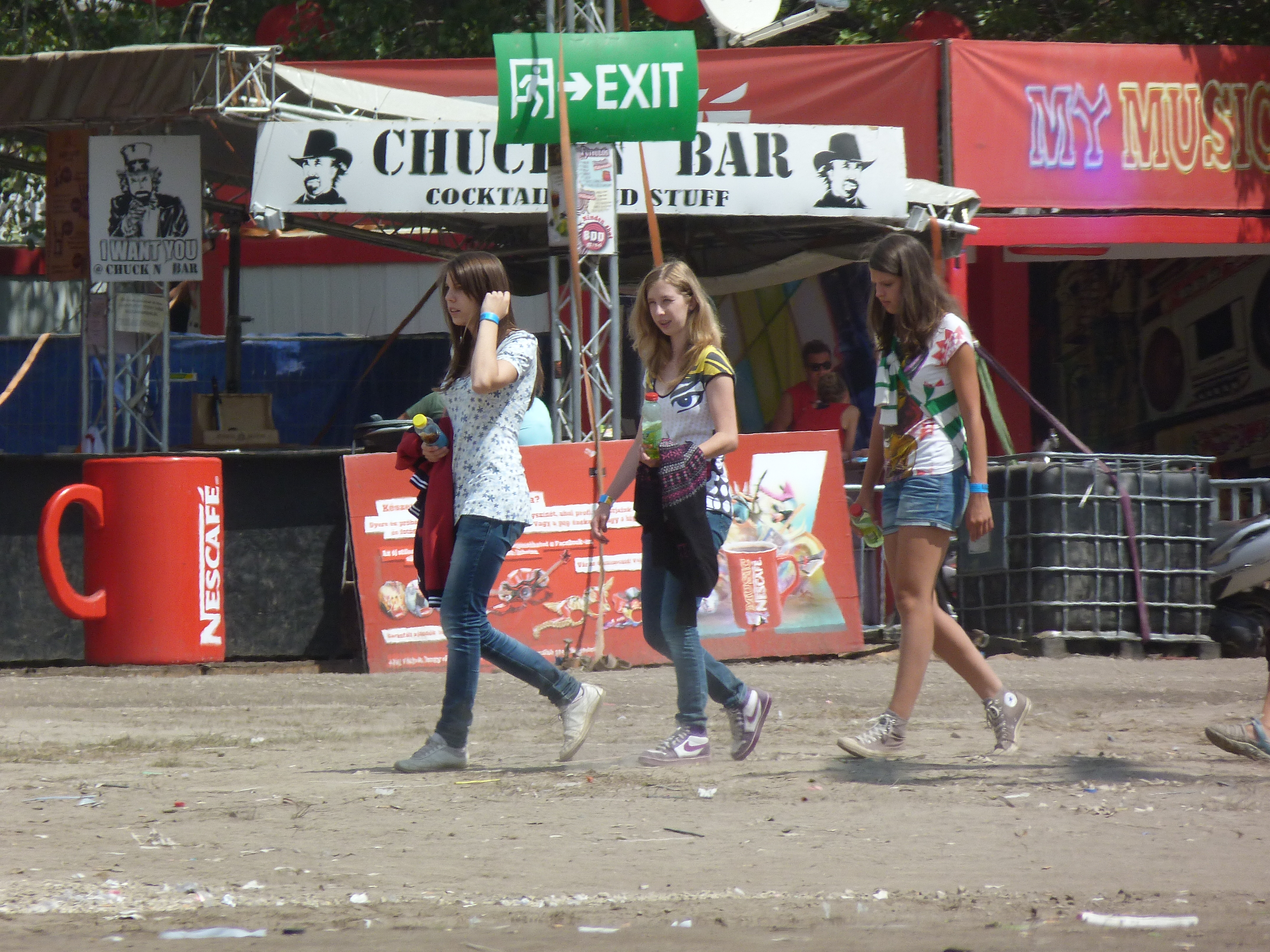
Sziget – 2012

Az alábbi táblázat a fesztivál főbb adatait mutatja be 1993-tól.
| Év   | Dátum                                                    | Főbb előadók | Látogatók száma összesen[forrás?]     | Elővételes hetijegyek között a külföldiek %-os aránya | Összköltségvetés (millió Ft)          | Hetijegyek elővételes ára (Ft)        | Napijegyek ára (Ft)                   |
| ---- | -------------------------------------------------------- | --- | ------------------------------------- | ----------------------------------------------------- | ------------------------------------- | ------------------------------------- | ------------------------------------- |
| 1993 | augusztus 19–26.                                         | Sziámi Kispál és a Borz Üllői Úti Fuck Quimby Nyers Másfél Republic Bródy János Prognózis Lord Junkies Prosectura The Perfect Name Sing Sing Vágtázó Halottkémek After Criying Kampec Dolores Trottel [ 24 ] | 43 000                                | 0%                                                    | 26                                    | 1800                                  | 300                                   |
| 1994 | augusztus 18–25.                                         | Jethro Tull Ten Years After Pál utca fiúk Tankcsapda Moby Dick HétköznaPICSAlódások Deák Bill Gyula Kimnowak The Perfect Name Takáts Tamás & Dirty Blues Band Bródy János Tolcsvay László Junkies Ladánybene 27 Kaláka Csík zenekar Aurora Sex Action Black-Out Nevergreen Kormorán [ 25 ]                                                                                                   | 143 000                               | 15%                                                   | 120                                   | 1800                                  | 300                                   |
| 1995 | augusztus 17–24.                                         | Tankcsapda Irigy Hónaljmirigy Quimby Hobo Blues Band HétköznaPICSAlódások Omen Sing Sing Skorpió Moby Dick Trottel After Criying [ 26 ] | 173 000                               | 15%                                                   | 145                                   | 2500                                  | 500                                   |
| 1996 | augusztus 14–21.                                         | Prodigy Iggy Pop Tankcsapda Irigy Hónaljmirigy Deák Bill Gyula Heaven Street Seven Hooligans Kimnowak Pál utcai fiúk Publo Hunny Warpigs Ladánybene 27 Moby Dick Omen Prosectura Action Ganxsta Zolee és a Kartel Üllői Úti Fuck Vágtázó Halottkémek Kampec Dolores Brains After Criying Slash's Snakepit [ 27 ]                                                                             | 206 000                               | 30%                                                   | 180                                   | 2800                                  | 700                                   |
| 1997 | augusztus 14–20.                                         | Cardigans Prodigy Faith No More Galliano Motörhead David Bowie Apollo 440 Toy Dolls Rollins Band Chumbawamba Foo Fighters Pantera New Model Army Helmet Deus Ossian Európa Kiadó Anima Sound System Korai Öröm Animal Cannibals Fürgerókalábak [ 28 ] | 260 000                               | 35%                                                   | 200                                   | 5000                                  | 800                                   |
| 1998 | augusztus 5–12.                                          | Green Day Rammstein The Corrs Boney M. Chumbawamba Coolio Patti Smith Karthago Irigy Hónaljmirigy ColorStar Perfect Name Korai Öröm Tereskova Cotton Club Singers [ 29 ] | 266 000                               | 50%                                                   | 290                                   | 6000                                  | 1200 800                              |
| 1999 | augusztus 4–11.                                          | Kool & the Gang Jovanotti Apocalyptica Faithless Brand New Hevies Baaba Maal Guano Apes Paradise Lost Freestylers Rachid Taha Liquido Klezmatics Asian Dub Foundation Pokolgép Venus Neo Sub Bass Monster Alvin és a Mókusok Macskanadrág [ 30 ] [ 31 ] | 297 000                               | 55%                                                   | 420                                   | 7000                                  | 1500                                  |
| 2000 | augusztus 2–9.                                           | Paul van Dyk Chumbawamba Lou Reed Suzanne Vega Guano Apes Bloodhound Gang Oasis Therapy Apollo 440 Die Arzte Clawfinger Bad Religion K2R Ridoim Hiperkarma Kalapács CPg Fish! Venus [ 32 ] | 325 000                               | 60%                                                   | 580                                   | 8000                                  | 2000                                  |
| 2001 | augusztus 1–8.                                           | FreshFabrik New Model Army Faithless Bomfunk MC’s Morcheeba Placebo Eagle-Eye Cherry Hammerfall Nightwish Guano Apes Anima Sound System Bëlga Yonderboi Emil.RuleZ! Sziámi Másfél 30Y Kispál és a Borz Beatrice CPg Eleven Hold Fish! Republic Hobo Blues Band Pandora's Box Sub Bass Monster Ganxsta Zolee és a Kartel Zanzibar Bon-Bon Pa-dö-dő Besh o droM Boban Marković Orkestar [ 33 ] | 361 000                               | 60%                                                   | 900                                   | 10 000                                | 2500                                  |
| 2002 | július 31. – augusztus 7.                                | Cure Kosheen Stereo MC’s Nightwish Iggy Pop Muse HIM Sergant Garcia Mission 69 Eyes Herbaliser Pulp Jovanotti Die Toten Hosen TransGlobal Underground Ska-P Gathering Beatrice KFT Amorf Ördögök Subscribe Zorall Kerozin [ 34 ] | 355 000                               | 60%                                                   | 1005                                  | 12 000                                | 3000                                  |
| 2003 | július 30. – augusztus 6.                                | Massive Attack Armand van Helden Paul van Dyk DJ Rush Slayer Moloko Shaggy Morcheeba Asian Dub Foundation Beatrice Tankcsapda Moby Dick HétköznaPICSAlódások Junkies CPg Hooligans KFT Hiperkarma Jamie Winchester & Hrutka Róbert Supernem Lord Kampec Dolores Nevergreen Subscribe Kerozin Parno Graszt [ 35 ] [ 36 ] [ 37 ]                                                               | 353 000                               | 60%                                                   | 1200                                  | 14 000                                | 3500                                  |
| 2004 | augusztus 4–11.                                          | Patti Smith Kowalsky meg a Vega Zanzibar KFT Pannonia Allstars Ska Orchestra Supernem Sex Action [ 38 ] | 369 000                               | 60%                                                   | 1450                                  | 16 000                                | 4000                                  |
| 2005 | augusztus 10–17.                                         | Ska-P Morcheeba Sean Paul Natalia Imbruglia Basement Jaxx Franz Ferdinand Korn Good Charlotte Brand New Hevies Anima Sound System Irie Maffia Kispál és a Borz Quimby Tankcsapda Sziámi [ 39 ] | 385 000                               | 50%                                                   | 1850                                  | 20 000                                | 5000                                  |
| 2006 | augusztus 9–16.                                          | Radiohead Placebo Prodigy Scissor Sisters Jovanotti Therapy Heaven Street Seven Quimby Kispál és a Borz 30Y Anima Sound System Tankcsapda Pokolgép Junkies Disco Express Sub Bass Monster [ 40 ] | 385 000                               | 40%                                                   | 2250                                  | 20 000 24 000                         | 6 000                                 |
| 2007 | augusztus 8–15.                                          | Chemical Brothers Killers Faithless Pink Nine Inch Nails Sinéad O’Connor Hives Mika Mando Diaio Vad Fruttik Irie Maffia [ 41 ] | 371 000                               | N/A                                                   | 2500                                  | 25 000 30 000                         | 8000                                  |
| 2008 | augusztus 13–18.                                         | Iron Maiden R.E.M. Jamiroqai Serj Tankian Sex Pistols Kaiser Chiefs Róisín Murphy Die Arzte Pendulum Ferry Corsten Babyshamples Carl Cox Apocalyptica URH Péterfy Bori & Love Band Kaukázus Kistehén Tánczenekar Irie Maffia Odett [ 42 ] | 385 000                               | N/A                                                   | 2700                                  | 25 000 30 000                         | 8000 2500                             |
| 2009 | augusztus 12–17.                                         | Offspring Fatboy Slim Armin Van Buuren Snow Patrol Prodigy Placebo Pendulum Zagar Kiscsillag Péterfy Bori & Love Band Nemjuci Honeybeast Belmondo Akkezdet Phiai Kaukázus The Carbonfools Budapest Bár Palya Bea [ 43 ] | 390 000                               | N/A                                                   | N/A                                   | 37 500 45 000                         | 10 000                                |
| 2010 | augusztus 11–16.                                         | Major Lazer Thirty Seconds To Mars Gorillaz Sound System Kasabian Gotan Project Fear Factory Children Of Bloom Johnny Rotten Ladánybene 27 Zagar Magashegyi Underground Péterfy Bori & Love Band Palya Bea Odett [ 44 ] | 382 000                               | N/A                                                   | N/A                                   | 38 000 46 000                         | 12 000                                |
| 2011 | augusztus 10–15.                                         | Amy Winehouse La Roux Chemical Brothers Prodigy Kaiser Chiefs Motörhead Marina and the Diamonds Judas Priest Empire The Sun Interpol 2Many DJs Dizzee Rascal Good Charlotte Anna and the Barbies [ 45 ] | 385 000                               | N/A                                                   | N/A                                   | 38 000 46 000                         | 12 000                                |
| 2012 | augusztus 6–13.                                          | Judas Priest Motörhead Lost Prophets Skunk Anansie Good Charlotte Deftones Within Temptation Lostprophets FreshFabrik Tankcsapda Depresszió Omen Beatrice Dalriada Óriás Supernem Compact Disco Lord Road [ 46 ] | 380 000                               | N/A                                                   | N/A                                   | 55 000 63 000                         | 13 000                                |
| 2013 | augusztus 5–12.                                          | David Guetta Blur Skunk Anansie Tame Impala Editors Peter Bjorn and John Empire Of The Sun Azealia Banks Chase & Status Parov Stelar Mika Dizzee Rascal Ska-P Enter Shikari Wax Tailor Woodkid Zaz Katy B Regina Spektor Quimby Zagar Vad Fruttik Kaukázus Nemjuci Supernem Compact Disco Csík zenekar Akkezdet Phiai Sub Bass Monster Hősök Road Junkies Greenfields [ 47 ] [ 48 ]          | 362 000                               | N/A                                                   | N/A                                   | 58 000 66 000                         | 14 000                                |
| 2014 | augusztus 11–18.                                         | Macklemore & Ryan Lewis Queen Of The Stone Age Imagine Dragons Blink- 182 Jimmy Eat World Bastille Skrillex Calvin Harris London Grammar La Roux Ska-P Llly Allen Prodigy Placebo Stromae Ivan & The Parazol [ 49 ] [ 50 ] | 415 000                               | N/A                                                   | 3650                                  | 58 000 68 000                         | 16 000                                |
| 2015 | augusztus 10–17.                                         | Robbie Williams Avicii Limp Bizkit Kings of Leon Avicii Florence and the Machine The Biebers Besh o droM Boban Marković Orkestar The Carbonfools Quimby Péterfy Bori & Love Band Anna and the Barbies Vad Fruttik Bin-Jip Irie Maffia Subscribe Halott Pénz Ocho Macho Cloud 9+ Palya Bea Esti Kornél ZUP Hiperkarma Ladánybene 27 [ 51 ] [ 52 ] [ 53 ]                                      | 441 000                               | N/A                                                   | 4700                                  | 72 000 78 000                         | 18 000                                |
| 2016 | augusztus 10–17.                                         | Rihanna Muse David Guetta Hardwell Sia Manu Chao Chemical Brothers Editors Sum 41 Lumineers Jess Glynne John Newman Parov Stelar Years & Years Róisín Murphy [ 55 ] | 496 000                               | N/A                                                   | 5000                                  | 72 000 85 000                         | 20 000                                |
| 2017 | augusztus 9–16.                                          | The Chainsmokers Macklemore & Ryan Lewis Major Lazer Pink Wiz Khalifa Dimitri Vegas & Like Mike Birdy Iggy Azalea George Ezra Oliver Heldens Birdy Blahalouisiana Lóci játszik [ 56 ] [ 57 ] | 450 000                               | N/A                                                   | 6300                                  | 85 000 89 900                         | 19 900                                |
| 2018 | augusztus 8–15.                                          | Artic Monkeys Dua Lipa Gorillaz Kendrick Lamar Kygo Mumford & Sons Shawn Mendes Lykke Li Parov Stelar Gorgon City Zara Larsson Clean Bandit Cigarettes After Sex Péterfy Bori & Love Band Vad Fruttik Elefánt [ 58 ] [ 59 ] | 565 000                               | N/A                                                   | 8600                                  | 99 000                                | 23 900                                |
| 2019 | augusztus 7–13.                                          | Foo Fighters Ed Sheeran Florence + the Machine Post Malone Twenty One Pilots The 1975 The National Macklemore Martin Garrix [ 61 ] | 530 000                               | N/A                                                   | N/A                                   | 109 900                               | 23 500 28 900                         |
| 2020 | Tervezett: augusztus 5–11.                               | A koronavírus járvány miatt elmaradt. | A koronavírus járvány miatt elmaradt. | A koronavírus járvány miatt elmaradt.                 | A koronavírus járvány miatt elmaradt. | 111 900                               | 22 500 24 500                         |
| 2021 | Tervezett: augusztus 11–18.                              | A koronavírus járvány miatt elmaradt. | A koronavírus járvány miatt elmaradt. | A koronavírus járvány miatt elmaradt.                 | A koronavírus járvány miatt elmaradt. | A koronavírus járvány miatt elmaradt. | A koronavírus járvány miatt elmaradt. |
| 2022 | augusztus 10–15.                                         | Arctic Monkeys Calvin Harris Dua Lipa Justin Bieber Kings of Leon Tame Impala Carson Coma Ricsárdgír Alan Walker [ 66 ] | 452 000                               | N/A                                                   | N/A                                   | N/A                                   | N/A                                   |
| 2023 | Tervezett: augusztus 9–14. Átütemezett: augusztus 10–15. | Billie Eilish David Guetta M83 Florence and the Machine Imagine Dragons Carson Coma Krúbi Azahriah [ 68 ] | 420 000                               | N/A                                                   | N/A                                   | 100 000 155 000                       | 38 000                                |
| 2024 | augusztus 7–12.                                          | Fred Again Halsey Janelle Monáe Kylie Minogue Liam Gallagher Martin Garrix Sam Smith Stormzy Skrillex Bebe Rexha Fisher Louis Tomlinson Raye [ 70 ] | 390 000                               | N/A                                                   | N/A                                   | N/A                                   |                                       |
| 2025 | augusztus 6-11.                                          | Papa Roach Post Malone Anyma ASAP Rocky Chappell Roan Charli XCX Shawn Mendes | 416 000                               | N/A                                                   | N/A                                   | N/A                                   |                                       |

### 2023
|             | Augusztus 10.                                               | Augusztus 11.                                          | Augusztus 12.                                          | Augusztus 13.                                     | Augusztus 14.                                    | Augusztus 15.                                       |
| ----------- | ----------------------------------------------------------- | ------------------------------------------------------ | ------------------------------------------------------ | ------------------------------------------------- | ------------------------------------------------ | --------------------------------------------------- |
| Nagyszínpad | - Florence and the Machine - Sam Fender - Foals - Son Mieux | - Imagine Dragons - Yungblud - Easy Life - Carson Coma | - David Guetta - Niall Horan - Mimi Webb - Halott Pénz | - Mumford & Sons - Arlo Parks - Tom Grennan - AJR | - Lorde - Macklemore - Caroline Polachek - Lazza | - Billie Eilish - Girl in Red - Yung Lean - Dzsúdló |

## További programok
A fesztivál kulturális jellegét a Civil Sziget részen kívül, ahol civil szervezetek munkájával ismerkedhet meg a nagyközönség és akár részt is vehetnek abban, mozi és több színház, valamint egyéb művészeti helyszín is biztosítja. Sportolási lehetőség, ingyenes internet-elérés szintén van. A rendezvény nagy figyelmet fordít a környezetvédelemre is. Úgynevezett zöld szervezetek szintén rendszeresen képviseltetik magukat a fesztiválon.
A fesztiválozók kényelmét bankautomaták, éttermek, elsősegély-nyújtó helyek, csomagmegőrző, gyermekmegőrző, posta, gyógyszertár, értékmegőrző és nyelvi segítséget nyújtó sátrak segítik.